# Manuel Senante
Manuel Senante Martínez, né à Alicante le 16 octobre 1873 et mort à Madrid le 25 juin 1959, est un avocat, homme politique et journaliste espagnol traditionaliste, qui fut dirigeant du Parti intégriste et de la Communion traditionaliste.
Il fut directeur du journal El Siglo Futuro entre 1907 et 1936 — date de sa dissolution —. En 1907 il fut élu député intégriste pour Azpeitia (Guipuscoa), circonscription où il fut réélu lors de toutes les élections générales jusqu’en 1923.
Partisan du renversement de la République, il est décrit par l’historien Eduardo González Calleja comme « le théoricien le plus persistant de la violence depuis le camp traditionaliste ».

## Famille et jeunesse

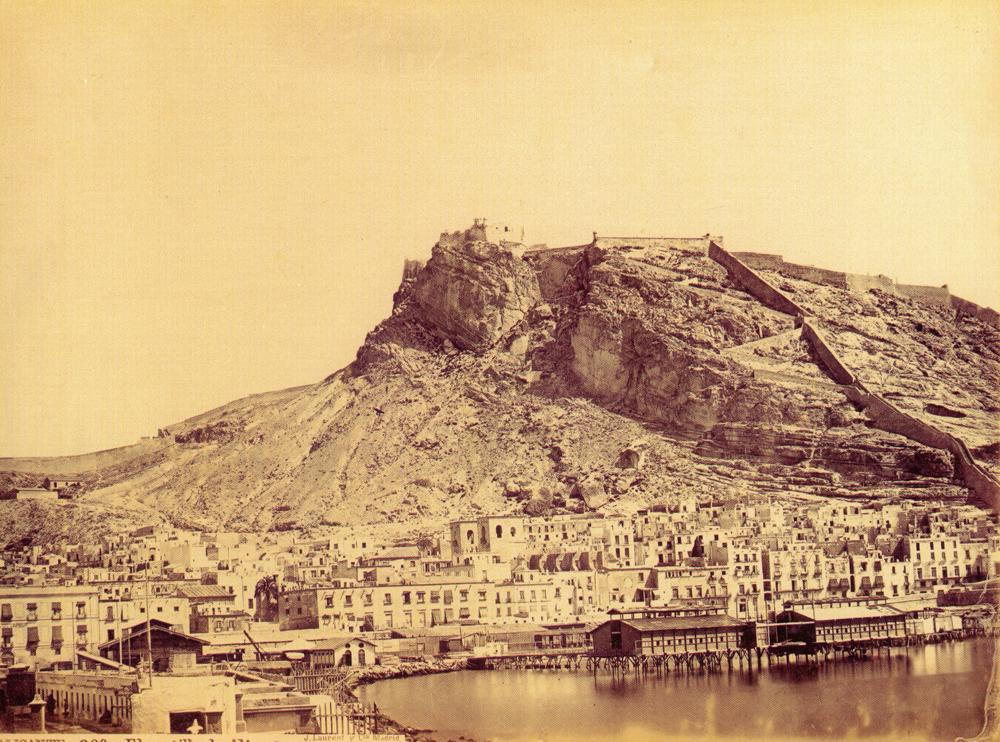
Alicante, années 1870.

Le grand-père paternel de Manuel Senante Martínez, Manuel Senante Sala, fut professeur de rhétorique et poétique à l'institut d'éducation secondaire d'Alicante et longtemps directeur du même établissement (1854-1889). Son père, Emilio Senante Llaudes (mort en 1916), enseigna en 1881-1909 la géographie et l'histoire dans le même institut,, avant d'en devenir également le directeur en 1891-1904. En 1907, il assuma la direction de l'École normale (es) locale. Senante Llaudes fut aussi l'auteur de plusieurs manuels d'histoire, qui rencontrèrent une certaine popularité dans l'enseignement secondaire du Pays valencien. En outre, il exerça également en tant que jurisconsulte, journaliste et dans la vie politique locale. Son frère Francisco Senante Llaudes fut un compositeur et maestro reconnu localement.
Senante Llaudes épousa une Alicantine, María Teresa Martínez Torrejón (morte en 1885). Son frère Antonio Martínez Torrejón devint plus tard une personnalité locale, adjoint au maire, poète et éditeur, directeur du quotidien local El eco de la provincia. Le couple eut au moins 3 enfants : Manuel (l'aîné), José (qui mourut en bas âge) et Joaquín, qui périt à l'âge de 16 ans.
Manuel fut élevé dans un milieu imprégné de ferveur catholique. Dans les années 1890, il étudia le droit à Barcelone et à Madrid,. Au tournant du siècle, il revint à Alicante et y lança sa propre carrière d'avocat en 1897. Représentant des clients dans des affaires de droit privé et droit commercial, il accrut progressivement son influence et s'engagea dans des affaires politiquement sensibles, comme un différend concernant un cimetière paroissial local fermé de force, à l'occasion duquel il parla au nom de la communauté alicantine de Saint-Nicolas devant le Tribunal suprême. En 1903, il est mentionné dans la presse comme l'un des juges municipaux d'Alicante. Manuel Senante épousa Josefa Esplá Rizo (1870-1957), fille d'un capitaine de la marine marchande et conseiller municipal d'Alicante. Le couple eut 6 filles (dont 3 devenues religieuses) et un fils, Manuel Senante Esplá. Avocat et militant carliste comme son père, dans les années 1930 il défendit la cause des prévenus pour leur participation à  la Sanjurjada — pronunciamiento conservateur survenu pendant la Seconde République —. Il suivit encore les traces de son père en se lançant dans le secteur de l'édition, devenant membre du conseil d'administration du journal El Siglo Futuro dans les années 1930, ; au début du franquisme, il exerça les fonctions de juge municipal à Madrid. L'une des filles de Senante Martínez, nommée Immaculada, épousa Francisco Urries, professeur de philosophie à Madrid. La famille vivait initialement dans le domaine de Santa Rosa à Sant Joan d'Alacant, aujourd'hui une banlieue résidentielle d'Alicante ; au début du XXe siècle, elle s'installa définitivement à Madrid.

## Début de carrière

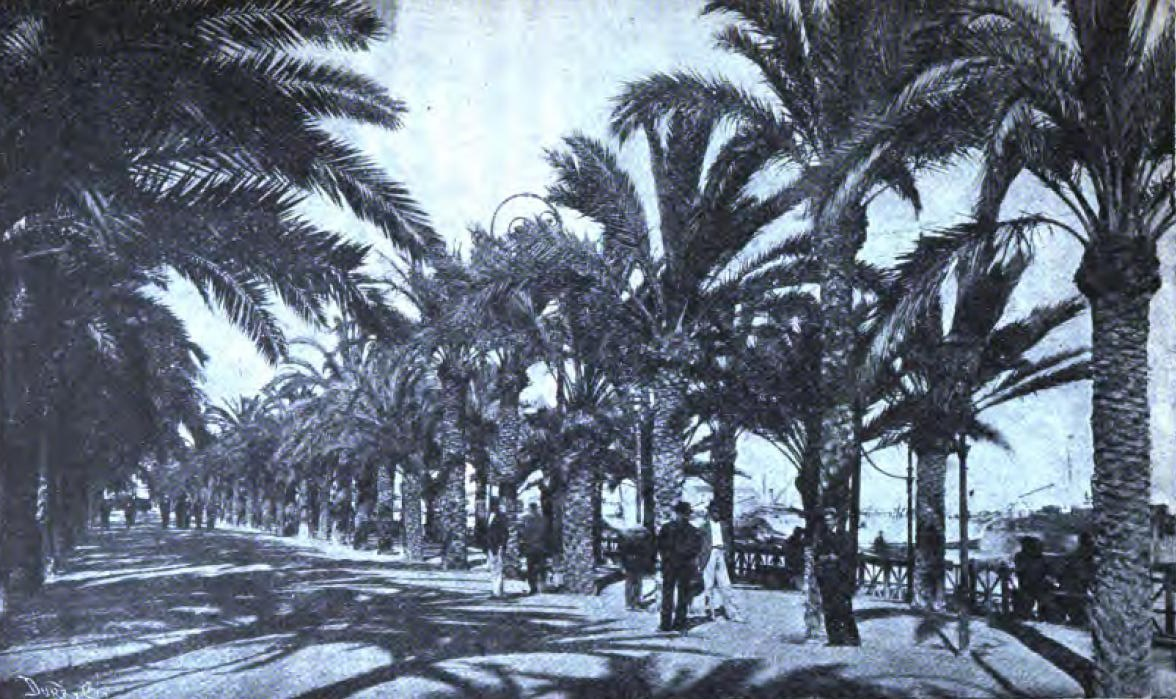
Paseo de los Mártires d'Alicante en 1908.

Senante hérita des idées politiques ultraconservatrices de ses ancêtres. Son grand-père était un souscripteur du quotidien carliste El Siglo Futuro dans les années 1870 et dans la décennie suivante, lorsque le journal suivit la branche dissidente intégriste ; son père s'engagea également dans des disputes politiques. Après avoir terminé ses études universitaires et principalement motivé par sa profonde religiosité, de retour dans sa ville natale Manuel participa à ses affaires publiques. Il s'associa au Parti libéral-conservateur en 1897 et commença sa longue carrière dans la presse, d'abord en tant que contributeur, puis en dirigeant un quotidien andalou de la branche locale du parti, La Monarquía (1899-1900),. Il s'impliqua également dans diverses initiatives catholiques locales, par exemple en accueillant la commission d'organisation pour l'érection de la Cruz del Siglo (« Croix du Siècle ») à Alicante en 1901. Senante commença à contribuer lui-même à El Siglo Futuro en 1901, avec de courts articles informatifs dans un premier temps. Déjà en 1902, il était salué comme un avocat très éloquent («elocuentísimo abogado») et l'« un des catholiques les plus fermes et décidés » dans le journal.

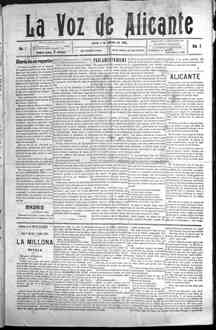
La Voz de Alicante.

Au début du XXe siècle, Senante s'écarta des conservateurs et se rapprocha du Parti catholique national, le parti du courant dit intégriste. En 1903, déjà considéré comme l'un des traditionalistes les plus influents de la presse espagnole, il tenta sa chance aux élections aux Cortes. Il se présenta comme candidat de la Liga Católica (« Ligue catholique »), une nouvelle plate-forme électorale promue par l'Église en Espagne, dans le district d'Orihuela, mais fut vaincu par Francisco Ballesteros, figure du Parti libéral.
Il travailla au lancement de La Voz de Alicante, quotidien paru en 1904 (ou 1905) dont il était le directeur. Le journal prit la forme d'une tribune catholique ouverte, bien qu'affichant d'évidentes affinités intégristes. En 1906, il représentait la comité provincial des intégristes. Outre la politique, il présida le Cercle ouvrier de la nouvelle Action catholique d'Alicante fut membre de l'Institut de réformes sociales (es) et membre du conseil du Patronat de l'Institut national des prévisions (es), dont il fut le représentant au sein des associations d'employeurs,.

## Député

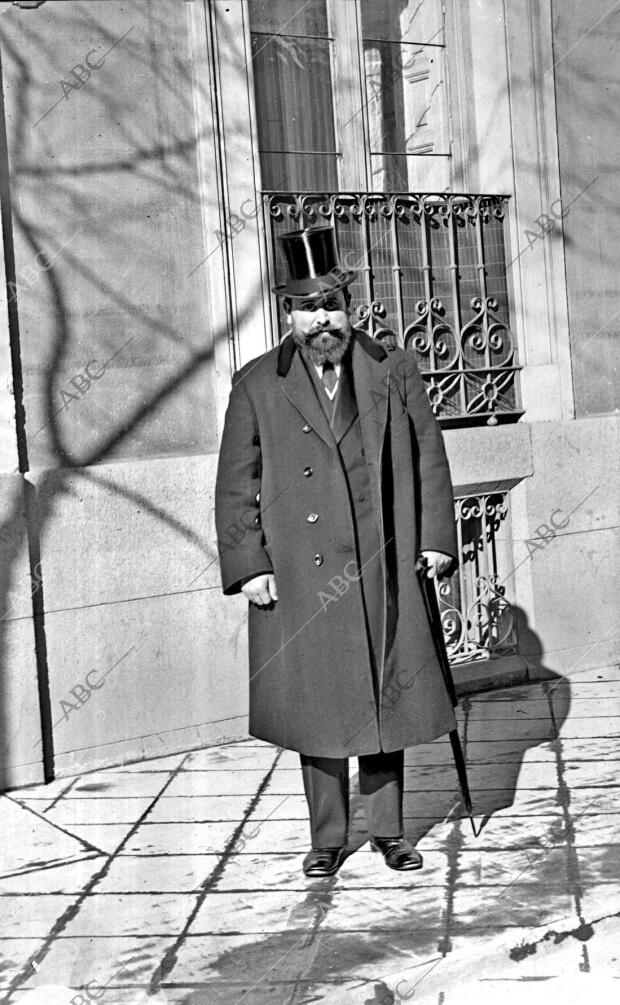
Manuel Senante en 1912.

En raison d'un enchaînement d'événements qui suivirent la mort de Ramón Nocedal, lors de la campagne électorale de 1907, Senante se présenta comme candidat intégriste dans le Guipuscoa ; bien que totalement étranger au milieu politique basque, il fut très confortablement élu à Azpeitia, une circonscription rurale très religieuse et conservatrice, qui élisait habituellement des candidats traditionalistes. Le triomphe de 1907 marqua le début de sa carrière parlementaire, qui se prolongea sans discontinuer jusqu'à la suspension du régime constitutionnel 16 ans plus tard ; il fut réélu dans les rangs intégristes pour le même district d'Azpeitia au cours des 7 campagnes électorales, soit 1910, 1914, 1916, 1918, 1919, 1920 et 1923. Les carlistes traditionnels s'abstinrent généralement de présenter leur propre candidat ; à deux reprises (en 1918 et 1920), le sénateur fut déclaré élu sans aucune vote étant donné l'absence de concurrent, conformément au très controversé article 29. Au cours de ses 3 premiers mandats, il fut l'un des deux députés intégristes aux Cortes ;  par la suite, il fut le seul député affilié au parti.
En tant que représentant de l'intégrisme, Senante était peut-être le député le plus à droite, le plus réactionnaire et le plus antidémocratique de toutes les Cortes ; même d’autres députés ultraconservateurs, les carlistes traditionnels, étaient dans une certaine mesure prêts à faire preuve d’une certaine flexibilité. L'action politique de Senante fut gouvernée par le principe de défense de la « sacro-sainte » religion catholique : la défense des droits et privilèges de l'Église contre la sécularisation, habituellement promue par les libéraux. Il se rangea du côté des autorités lors de la Semaine tragique, qu'il voyait essentiellement à travers un prisme religieux, ou bien lors du différend provoqué par la possible vente à l'étranger de la pyxide de Zamora, détenu par l'église.

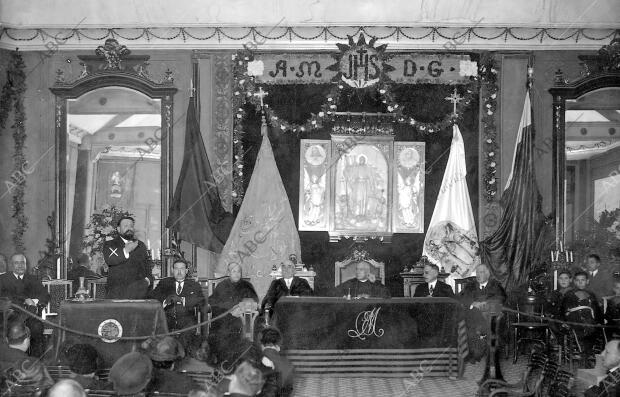
Senante pendant un discours en 1922.

Senante devint membre de l'Académie de la langue basque et s'exprima en faveur du bilinguisme — basque / castillan —. Il fut actif dans la commission extraparlementaire sur l'autonomie régionale basque organisée en 1918,. En 1919, il publia un opuscule en lien avec cette thématique, El concepto de la autonomía municipal (« Le concept d'autonomie municipale »), dans lequel il parlait de nuestras provincias Vascongadas (« nos provinces basques ») et s'exprima en défaveur de l'autonomie municipale, qu'il considérait absurde. Bien qu'aux Cortes il tendît à voter en faveur du Parti conservateur et contre les libéraux, plus tard, notamment après l'assassinat du président du gouvernement José Canalejas, il soutint les libéraux lorsqu'ils étaient au gouvernement pour contrer la montrée de l'anarchisme et du socialisme — en 1914, il représenta l'intégrisme au sein d'une grande coalition catholique formée sous les auspices du primat Segura —.
Orateur extrêmement passionné, le libéral Romanones dit de lui qu'il le croyait « un homme bon à l'intérieur ». Au début des années 1920, Senante s'efforça d'assurer la situation financière du prince carliste Alphonse-Charles, qui se trouvait en difficulté à cause des réglementations républicaines autrichiennes sur la propriété.

## El Siglo Futuro

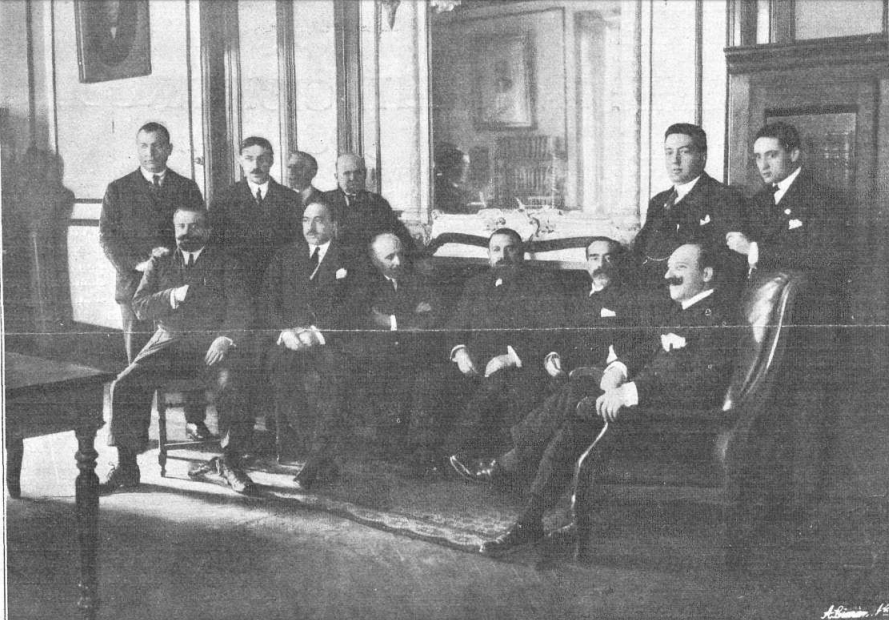
Senante et l'équipe d' El Siglo Futuro.

Fondé en 1875 par Candidó Nocedal, El Siglo Futuro était resté un journal de second rang sur le marché national espagnol mais était néanmoins devenu pour les secteurs ultraconservateurs une voix emblématique et une référence.
À la mort de Ramón Nocedal, Senante le remplaça à la direction du périodique en novembre 1907, après une vacance de huit mois.
El Siglo Futuro resta sous la direction de Senante pendant les 29 années suivantes, au cours desquelles Senante en fut le directeur stratégique, le rédacteur en chef et le directeur, fixant la ligne politique plutôt qu'un contributeur lui-même. Basé à Madrid, le quotidien était mieux placé pour suivre la politique nationale et influencer les décideurs que les principaux quotidiens carlistes, notamment El Correo Catalán (es), basé à Barcelone, La Unión (es), basé à Séville, et El Pensamiento Navarro (es), basé à Pampelune. Son lectorat resta stable, composé principalement de membres du bas clergé paroissial et de militants traditionalistes. Bien que sous la direction de Senante, le journal connût une modernisation avec l'introduction de graphiques et une extension de l'information aux domaines économique, culturel et sportif, au fil du temps — en particulier dans les années 1920 et plus tard — l'écart entre El Siglo Futuro et les principaux journaux nationaux en termes de diffusion s'agrandit jusqu'à devenir considérable.
Concernant la ligne idéologique, Senante suivit de près les Nocedal ; El Siglo Futuro resta un véhicule ultraconservateur, farouchement antilibéral puis antidémocratique, défendant des valeurs traditionnelles centrées sur la foi catholique. Son objectif principal était la défense de la religion et de la place de l'Église ; son principal ennemi était le libéralisme, qui fut plus tard associé à la démocratie et au socialisme.[réf. nécessaire]En termes de politique partisane, le journal resta la tribune de l’intégrisme et fut probablement son émanation la plus visible dans la sphère publique espagnole ; même après son intégration au sein du carlisme au début des années 1930, El Siglo Futuro conservait et revendiquait son identité intégriste. En termes de style et de langage, El Siglo Futuro était un journal de parti assez typique de l'Espagne de l'époque, excellant dans une phraséologie grandiloquente, hyperbolique, incendiaire, intransigeante et sectaire. Au cours de la Seconde République, le journal mena une campagne venimeuse contre les Juifs et la franc-maçonnerie, bien qu'il ne préconisât aucune mesure ou action spécifique. Dans les archives numériques officielles espagnoles, le quotidien est caractérisé comme un « fanatique intransigeant », rongé par une « obsession apocalyptique » ; les mêmes archives mentionnent qu'il était qualifié à l'époque de « cavernicole », » (cavernícolo, comprendre « préhistorique, extraordinairement réactionnaire »).

## Dictature
Senante se félicita de la chute de la démocratie libérale, jugée rongée par la corruption politique et incapable de résoudre aucun des problèmes auxquels le pays était confronté, en accord avec l'opinion très largement partagée dans le pays. El Siglo Futuro salua avec enthousiasme le coup d'État de Primo de Rivera de septembre 1923, « dirigé vers la défense de la royauté et du peuple contre cette aristocratie caciquil du parlementarisme » et accomplissant une tâche attendue depuis longtemps. Ce n’est que progressivement que les intégristes, leur parti dissous comme tous les autres, furent déçus par l’inertie et l'apparente indécision dont faisait preuve le dictateur. En 1926, avant le plébiscite destiné à approuver la mise en place d'une Assemblée nationale consultative (es), El Siglo Futuro se déclara favorable au dictateur mais s'exprima fermement contre l'Union patriotique — le parti unique du régime —et son programme, appelant ses lecteurs à l'abstention. Senante lui-même, bien que privé de moyens officiels d'action politique, fut nommé par les trois provinces basques comme leur représentant informel à Madrid, bien qu'on ignore quelles purent être ses activités dans ce cadre,.

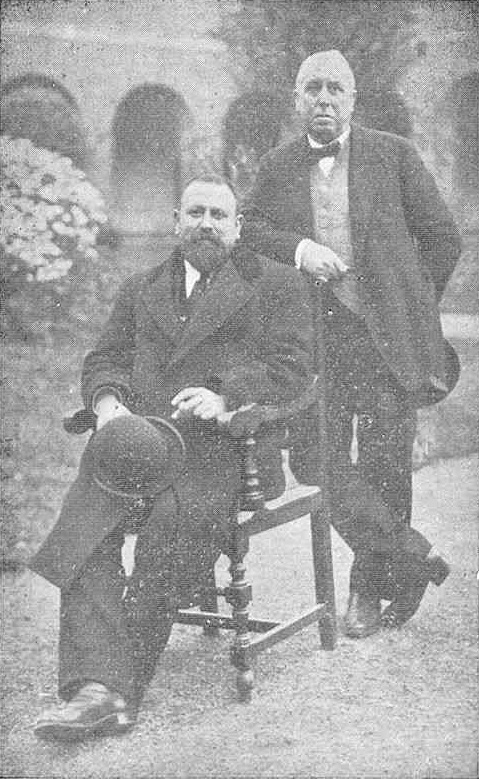
Senante au milieu des années 1920.

Une transformation majeure du catholicisme espagnol eut lieu au cours des années de dictature. Senante s'était déjà opposé au nouveau courant chrétien-démocrate au cours de la décennie précédente, se confrontant d'abord à Luis Coloma avant de cibler le Groupe de la démocratie chrétienne (es) et Maximiliano Arboleya. Le conflit s'accentua à la fin des années 1920. Senante, qui considérait le conflit social comme faisant partie de la question religieuse, méprisait l'approche démocrate-chrétienne des mesures politiques, sa transigeance (en) et son accidentalisme (en) ; en retour, Arboleya qualifia l'Intégrisme de « franc-maçonnerie catholique, ». Bien que le primat d'Espagne Segura appelât les deux parties à cesser les polémiques publiques, le conflit prit de l'ampleur jusqu’au début des années 1930. Les relations de Senante avec Herrera Oria restèrent correctes, même si, outre les divergences politiques, elles furent dégradées par la rivalité entre leurs publications respectives. Senante entra dans la direction d'Action catholique au début des années 1930,, ; sa posture monarchiste intransigeante était de plus en plus incompatible avec la position accidentaliste adoptée par Herrera,.
El Siglo Futuro ne manifesta pas de regrets à la chute de la dictature, concluant que le dictateur n'avait pas été à la haute de la confiance qui lui avait été accordée. Lorsque les partis furent de nouveau autorisés au cours de l'étape qui suivit, la dictature de Berenguer, l'intégrisme espagnol se réorganisa sous la forme d'une nouvelle formation politique, la Communion traditionaliste-intégriste, dont Senante devint directeur adjoint. En 1930, il signa un manifeste monarchiste commun défendant la religion, la patrie et la monarchie contre la menace républicaine imminente.

## République

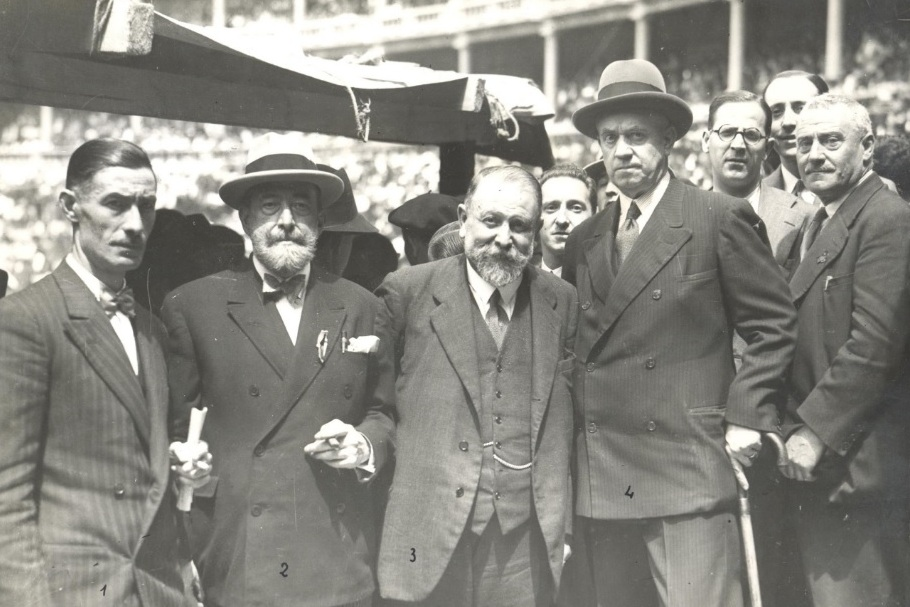
Senante avec des politiciens carlistes à Pampelune en 1931.

À l'avènement de la République, Senante réaffirma son monarchisme ; il se montra ouvertement hostile au régime  après l'épisode dess incendies de couvents (es) Considérant la violence antireligieuse en termes apocalyptiques, il conseilla au cardinal Segura de faire preuve d'intransigeance, ce qui valut à ce dernier une expulsion de l'Espagne républicaine. Tous deux ayant développé une relation étroite, Senante s'engagea activement dans une campagne en sa défense. À la fin de 1931, il se heurta au nonce papal Tedeschini, l'accusant d'inaction et conspirant pour le faire rappeler au Vatican,, ce qui renforça encore l'amitié entre Senante et Segura. En 1932, il présenta publiquement une doctrine de la désobéissance à la République, publiant ses Cuestiones candentes de adhesión (« Questions brûlantes d'adhésions »),, devenant ainsi le « théoricien le plus persistant de la violence depuis le traditionalisme » contre la République.
À partir de la fin des années 1920, Senante et les Intégristes se rapprochèrent des jaïmistes et, dès le printemps 1931, il se prononça publiquement en faveur d'une réunification ; plus tard dans la même année, il rejoignit un groupe de carlistes traditionnels représentant don Jaime dans des négociations dynastiques avec le roi déchu Alphonse XIII. Il rejoignit sans hésitation la Communion traditionaliste — qui regroupa au sein d'une seule organisation jaimistes, mellistes et intégristes — lors de sa refondation. En 1932, Senante entra dans la Junta Suprema Tradicionalista (« Comité suprême traditionaliste »), exécutif du nouveau parti, représentant le Levant et l'Andalousie,. Il rejoignit également la direction d'Editorial Tradicionalista, société qui prit possession d’El Siglo Futuro et qu'il domina avec son ancien collègue intégriste Lamamié, suscitant des grognes sur la domination intégriste dans le parti. La direction fut réorganisée vers la fin de 1933 par Tomás Domínguez Arévalo, bien qu’El Siglo Futuro conservât une certaine indépendance jusqu'en 1935.
En termes de stratégie électorale, Senante fit volte-face. Au départ favorable à une alliance avec les alphonsins, il était devenu une figure de proue du parti catholique Action populaire (es),,,. Après que la coalition adopta un ton accidentaliste et fut contaminée par l'approche démocrate-chrétienne, il s'opposa fermement à elle et devint l'un des opposants carlistes les plus virulents à la collaboration au sein du TYRE ou plus tard du Bloc national (es),Blinkhorn 1975, p. 68 Il était également de plus en plus déçu par les tons nationalistes de la campagne au Pays basque ; malgré le discours de défense de la restauration des fueros dont elle faisait preuve, Senante considérait la campagne pour le projet de statut basco-navarrais avec méfiance,. Il tenta de reprendre sa carrière parlementaire non pas en Guiposcoa mais dans sa ville natale Alicante, mais il fut déjoué lors des pourparlers en vue de constituer une coalition ; il se présenta comme candidat indépendant et fut vaincu en 1933,,Blinkhorn 1975, p. 333 et en 1936,.
En 1934, Senante lança avec succès la candidature de Manuel Fal Conde — qui avait été sympathisant du Parti intégriste — à la tête du parti carliste, ; malgré la différence d'âge les séparant, ils avaient développé une relation cordiale et durable. La même année, avec des figures du parti comme Jesús Comín (es), il entra au Conseil de culture de la Communion traditionaliste, organe du mouvement chargé du travail de propagande ; en 1935, lorsque Fal fut officiellement nommé chef délégué du carlisme par le prétendant, Senante entra dans son organe de direction auxiliaire, le Conseil de la Communion. Au début de 1936, il participa à la rédaction d'un document publié plus tard par Alphonse-Charles de Bourbon, par lequel il désignait François-Xavier de Bourbon-Parme comme régent carliste au cas où il mourrait.

## Guerre et franquisme
Lors de la tentativce de coup d'État de juillet 1936, il se trouvait à Valence, où les rebelles échouèrent. Il échappa à une arrestation certaine en cherchant refuge dans un établissement diplomatique étranger et parvint finalement à rejoindre la zone nationaliste à l'été 1937, s'installant d'abord dans la propriété de Juan de Olazábal Ramery à Saint-Sébastien puis à Vitoria l'année suivante. Coincé dans la zone républicaine, Senante n'avait pu participer aux disputes internes du carlisme liées à l'unification avec la Phalange, mais par la suite, lorsqu'il fut nommé membre de la Junta Nacional Carlista de Guerra (Comité carliste de guerre), il s'y montra hostile. Bien qu'il envisageât de relancer El Siglo Futuro, il a abandonna finalement cette idée, peu disposé à voir le produit de son travail depuis des décennies intégré dans l'appareil de propagande franquiste.
En janvier 1941, Senante, accompagné de Lamamié, fut blessé dans un accident de voiture impliquant des phalangistes, peut-être dans le cadre d'un complot visant à renverser Franco. En 1942, il refusa les avances des juanistes et préféra entrer dans la Junta Auxiliar (Comité auxiliaire) un corps fidèle au régent carliste don Javier ; la même année, il signa une déclaration condamnant le régime, qualifié d'« intrus et usurpateur(Martorell Pérez 2009, p. 240ps=« [responsable de haber] llevado el desgobierno y el malestar a todos los órdenes de la Administración pública y de la vida nacional [...] contra toda razón y todo derecho, se ha impuesto bastardeando y contrariando los móviles que llevaron a derramar su sangre y a sufrir sacrificios de toda clase a tantos y tantos españoles »)| ». Cette déclaration fut suivie en 1943 par une lettre remise à Franco par le général Vigón exigeant la restauration de la monarchie, la formation d'une régence, la suppression du parti unique et la restauration des droits fondamentaux ; un historien décrit Senante à cette époque comme un « féroce intégriste ». Au début de 1944, il se prononça contre la tendance favorable à l'Axe de la politique étrangère espagnole ; plus tard la même année, lors d’une réunion monarchiste clandestine tenue à Séville, il vota en faveur d’une tentative de renverser Franco. En 1947, il participa à la première réunion nationale de l'exécutif carliste depuis 1937, soutenant la ligne intransigeante adoptée par Fal Conde et le rétablissement d'un nouveau Conseil national.

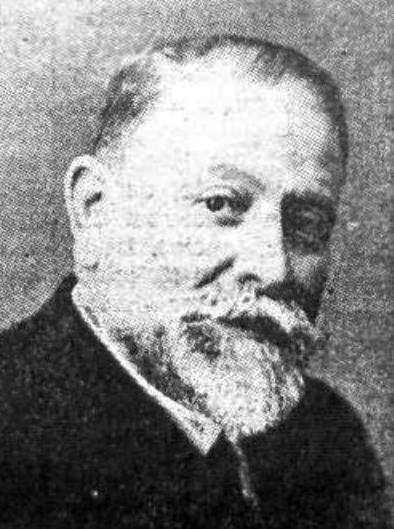
Senante en 1935,

Au milieu des années 1950, il affirmait dans une lettre à Franco que les traditionalistes ne pourraient jamais intégrer le parti unique du régime FET y de las JONS, ce dernier étant fondé sur des principes inacceptables pour la Communion. Il resta en bons termes avec le primat, le cardinal Segura, d'autant que dans les années 1940, le carlisme entretenait de très bonnes relations avec la hiérarchie catholique espagnole par rapport aux périodes antérieures. Membre de plusieurs associations religieuses, Senante était également avocat de la Rote romaine, malgré des relations personnelles difficiles avec le Vatican en raison d'un antagonisme mutuel avec le cardinal Tedeschini. En 1959, deux semaines avant sa mort, il fut salué par la presse franquiste comme un des piliers du journalisme espagnol lorsqu'il reçut le titre de Hijo predilecto (es) de la ville d'Alicante.